# يوغوسلافيا
يوغوسلافيا (Jugoslavija) دولة كانت قائمة في غرب البلقان جنوبَ شرق أوروبا في القرن العشرين (1918–2006).
يرجع تاريخ يوغسلافيا إلى القبائل السلافية التي استوطنت منطقة البلقان منذ القرن السادس/القرن السابع الميلادي. كونوا أول اتحاد في 1171. استطاع العثمانيون هزيمة الصرب عام 1499 في معركة أمسيفيلد وتمكنوا في 1483 من توحيد البلقان تحت سيطرتهم، وقد شكلت منطقة البلقان جزءًا من الامبراطورية العثمانية للقرون الأربعة التالية.
نال الصرب استقلالهم عام 1877/1878 بعد هزيمة العثمانيين في الحروب الروسية العثمانية. أُعلن قيام مملكة الصرب في 1882 بينما أصبحت مناطق كرواتيا، وسلوفينيا والبوسنة والهرسك تدريجياً تحت إمرة الامبراطورية النمساوية – المجرية. وقفت الامبراطورية النمساوية – المجارية ضد المد القومي السلافي الداعي إلى وحدة الشعوب السلافية في البلقان.

## مملكة يوغوسلافيا

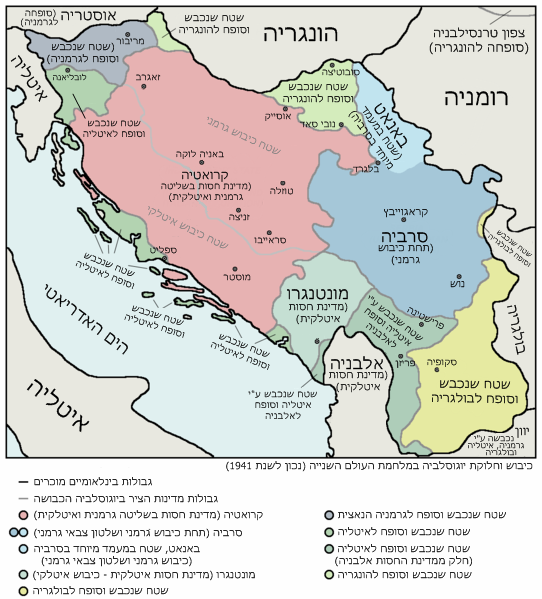
محور احتلال يوغوسلافيا 1941-1943

اشتعلت الحرب العالمية الأولى عندما قام طالب صربي بوسني يدعى غافريلو برينسيب باغتيال ولي العهد النمساوي الأرشيدوق فرانز فرديناند في 28 يونيو 1914. بعد انتهاء الحرب العالمية الأولى وتقسيم الإمبراطورية النمساوية المجرية، اتحدت عام 1918 كل من مملكة الجبل الأسود ودولة السلوفينيين والكروات والصرب مع مملكة صربيا (باستثناء مملكة بلغاريا) تحت قيادة ملك الصرب بطرس الأول (Peter I) باسم «مملكة الصرب والكروات والسلوفينيين».
اتبع خليفته الملك ألكسندر الأول حكماً عسكرياً منذ عام 1929 إلى حين اغتياله عام 1934. أُعيدت تسمية البلاد بـ«مملكة يوغوسلافيا». ناصر الملك بطرس (بيتر) الثاني عام 1941 دول المحور بعد اندلاع الحرب العالمية الثانية، مما أدى إلى إسقاطه في الحال على يد الجيش. انتهز هتلر هذه الفرصة لاحتلال القوات الألمانية والإيطالية البلاد. أصبح عام 1943 جوزيف بروز الملقب بتيتو زعيم المقاومة اليوغوسلافية، التي تمكنت مع القوات السوفييتية من تحرير البلاد عام 1945.

### (1941-1934)
اتسم المشهد السياسي الدولي في أواخر الثلاثينيات من القرن الماضي بتنامي التعصب بين الشخصيات الرئيسية، والموقف العدواني للأنظمة الشمولية، واليقين بأن النظام الذي أقيم بعد الحرب العالمية الأولى كان يفقد معاقله وأن رعاته يفقدون قوتهم.. بدعم وضغوط من إيطاليا الفاشية وألمانيا النازية، تمكن الزعيم الكرواتي فلادكو ماتشيتش وحزبه من إنشاء بانوفينا كرواتيا (منطقة حكم ذاتي تتمتع بحكم ذاتي داخلي كبير) في عام 1939. نص الاتفاق على أن تظل كرواتيا جزءًا من يوغوسلافيا، لكنها سرعان ما تبني هوية سياسية مستقلة في العلاقات الدولية. كان من المقرر أن تكون المملكة بأكملها فيدرالية لكن الحرب العالمية الثانية أوقفت تنفيذ تلك الخطط.
استسلم الأمير بول للضغط الفاشي ووقع الاتفاق الثلاثي في فيينا في 25 مارس 1941، على أمل إبقاء يوغوسلافيا خارج الحرب. لكن هذا كان على حساب الدعم الشعبي لوصاية بولس. كما عارض كبار الضباط العسكريين المعاهدة وأطلقوا انقلابًا عندما عاد الملك في 27 مارس. استولى الجنرال دوشان سيموفيتش على السلطة، واعتقل وفد فيينا، ونفى بول، وأنهى الوصاية، وأعطى الملك بيتر البالغ من العمر 17 عامًا كامل الصلاحيات. ثم قرر هتلر مهاجمة يوغوسلافيا في 6 أبريل 1941، تلاه على الفور غزو اليونان حيث تم صد موسوليني في السابق. 

## الحرب العالمية الثانية (1941-1945)
الساعة 5:12 في 6 أبريل 1941، غزت القوات الألمانية والإيطالية والمجرية يوغوسلافيا. قصفت القوات الجوية الألمانية ( وفتوافا ) بلغراد ومدن يوغوسلافية رئيسية أخرى. في 17 أبريل، وقع ممثلو مناطق يوغوسلافيا المختلفة هدنة مع ألمانيا في بلغراد، منهية أحد عشر يومًا من المقاومة ضد القوات الألمانية الغازية. تم أسر أكثر من 300000 ضابط وجندي يوغسلافي.
احتلت دول المحور يوغوسلافيا وقسمتها. تأسست دولة كرواتيا المستقلة كدولة تابعة للنازية، تحكمها الميليشيا الفاشية المعروفة باسم Ustaše التي ظهرت إلى الوجود في عام 1929، لكنها كانت محدودة نسبيًا في أنشطتها حتى عام 1941. احتلت القوات الألمانية البوسنة والهرسك بالإضافة إلى جزء من صربيا وسلوفينيا، بينما احتلت بلغاريا والمجر وإيطاليا أجزاء أخرى من البلاد. من عام 1941 إلى عام 1945، قتل نظام أوستاشا الكرواتي حوالي 500000 شخص، وطرد 250.000، واضطر 200000 آخرين إلى التحول إلى الكاثوليكية.
منذ البداية، وتألفت قوى المقاومة اليوغوسلافية فصيلين: وبقيادة الشيوعي اليوغوسلافي الأنصار والملكيين مفارز تشيتنيك للجيش اليوغوسلافي، مع الاعتراف السابق الاستقبال الحلفاء فقط في مؤتمر طهران (1943). قاد Chetniks الموالية للصرب بشدة دراجا ميهايلوفيتش، في حين كان يقود الحزبيون اليوغوسلافيون الموجهون جوزيب بروز تيتو.
بدأ الثوار حملة حرب عصابات تطورت لتصبح أكبر جيش مقاومة في أوروبا الغربية والوسطى المحتلة. تم دعم Chetniks في البداية من قبل الحكومة الملكية المنفية والحلفاء، لكنهم سرعان ما ركزوا بشكل متزايد على محاربة الحزبيين بدلاً من قوات المحور المحتلة. بحلول نهاية الحرب، تحولت حركة شيتنيك إلى ميليشيا قومية صربية متعاونة تعتمد كليًا على إمدادات المحور. ومع ذلك، فإن الحزبيين الذين يتنقلون بكثافة خاضوا حرب العصابات بنجاح كبير. كان أبرز الانتصارات ضد قوات الاحتلال معركتي نيريتفا وسوتيسكا.
في 25 نوفمبر 1942، انعقد المجلس الوطني لتحرير يوغوسلافيا المناهض للفاشية في بيهاتش، البوسنة والهرسك الحديثة. اجتمع المجلس مرة أخرى في 29 نوفمبر 1943، في يايتسي، أيضًا في البوسنة والهرسك، ووضع الأساس لتنظيم ما بعد الحرب في البلاد، وإنشاء اتحاد (تم الاحتفال بهذا التاريخ باعتباره يوم الجمهورية بعد الحرب).

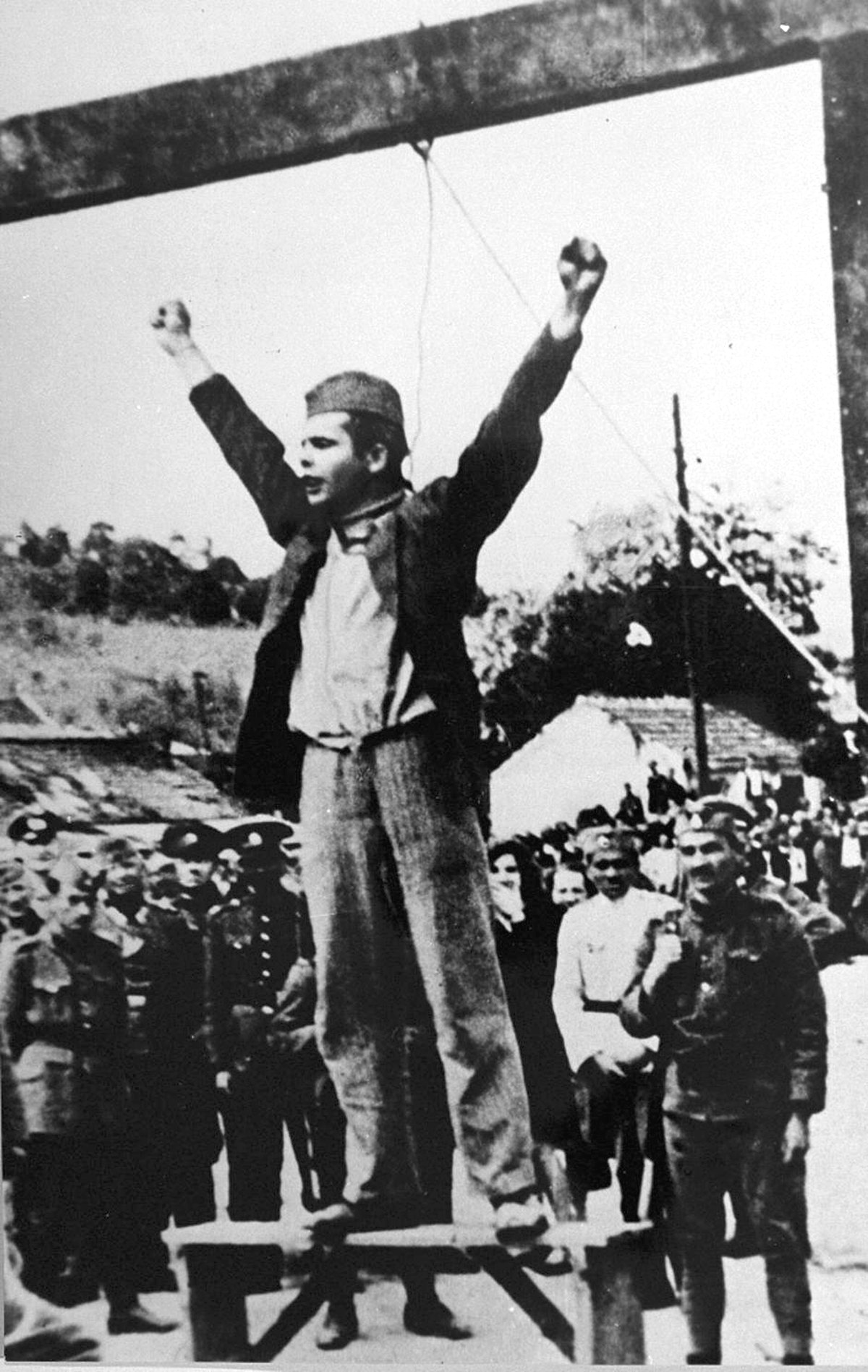
الحزبي ستيبان فيليبوفيتش يهتف «الموت للفاشية، الحرية للشعب!» قبل وقت قصير من إعدامه

تمكن أنصار يوغوسلافيا من طرد المحور من صربيا عام 1944 وبقية يوغوسلافيا عام 1945. قدم الجيش الأحمر مساعدة محدودة في تحرير بلغراد وانسحب بعد انتهاء الحرب. في مايو 1945، التقى الثوار مع قوات الحلفاء خارج حدود يوغوسلافيا السابقة، بعد الاستيلاء أيضًا على ترييستي وأجزاء من مقاطعتي ستيريا وكارينثيا في جنوب النمسا. ومع ذلك، انسحب الحزبيون من ترييستي في يونيو من نفس العام تحت ضغط شديد من ستالين، الذي لم يرغب في مواجهة مع الحلفاء الآخرين.
أدت المحاولات الغربية لإعادة توحيد الحزبيين، الذين أنكروا سيادة الحكومة القديمة لمملكة يوغوسلافيا والمهاجرين الموالين للملك، إلى اتفاقية تيتو - زوباشيتش في يونيو 1944؛ ومع ذلك، كان المارشال جوزيب بروز تيتو مسيطرا وكان مصمما على قيادة دولة شيوعية مستقلة، بدءا كرئيس للوزراء. كان يحظى بدعم موسكو ولندن وقاد إلى حد بعيد أقوى قوة حزبية ب 800 ألف رجل.
التقدير اليوغوسلافي الرسمي بعد الحرب لضحايا يوغوسلافيا خلال الحرب العالمية الثانية هو 1،704،000. أظهر جمع البيانات اللاحقة في الثمانينيات من قبل المؤرخين فلاديمير سيرجافيتش وبوغوليوب كوتشوفيتش أن العدد الفعلي للقتلى كان حوالي مليون شخص.

## جمهورية يوغسلافيا الاشتراكية الاتحادية (1945-1992)
بعد تحرير يوغسلافيا من الاحتلال الألماني عام 1945 أُعلن في السنة نفسها قيام اتحاد الجمهوريات اليوغوسلافية الشعبية وأصبح تيتو رئيساً للاتحاد. ضم هذا الاتحاد كلاً من صربيا، وكرواتيا، وسلوفينيا، والبوسنة والهرسك، والجبل الأسود وجمهورية مقدونيا. بقي تيتو رئيساً للاتحاد حتى مماته –الذي كان بداية النهاية للاتحاد اليوغوسلافي– عام 1980. كانت يوغوسلافيا في الفترة 1945—1948 متحالفة مع الاتحاد السوفيتي إلى حين ظهور خلافات على السطح وإعلان يوغوسلافيا اتباع سياسة محايدة إيجابية دولياً، ولعبت تحت قيادة تيتو دورًا مهمًا في السياسة الدولية وتشكيل منظمة عدم الانحياز.
أُجريت عام 1990 أول انتخابات حرة في جمهوريتي كرواتيا وسلوفينيا منذ الحرب العالمية الثانية. مع انهيار الاتحاد السوفياتي وتزايد الأصوات المنادية بحل الاتحاد، أعلنت كل من كرواتيا وسلوفينيا وجمهورية مقدونيا الاستقلال عام 1991، ما أدى لقيام الحرب اليوغوسلافية لإعادة الجمهوريات المنفصلة وذلك بين الجيش الاتحادي (الصربي) وبين هذه الدول.
أعلنت البوسنة والهرسك استقلالها عام 1992 مما أدخلها في حرب أهلية مع الصرب، والبوسنيين الصرب، والكروات والبوسنيين الكروات. اعترفت المجموعة الأوروبية والولايات المتحدة بـكرواتيا، وسلوفينيا والبوسنة والهرسك عام 1992. أُنشئت محكمة مجرمي حرب يوغوسلافيا عام 1993 في لاهاي. أُنهيت الحرب بتوقيع اتفاقية دايتون للسلام عام 1995 ونشر قوات دولية في البوسنة والهرسك.

تظاهر مئات الآلاف في صربيا ضد نتائج انتخابات عام 1996 التي أُعلن فوز الحزب الاشتراكي فيها، اعترف بفوز المعارضة في العام المقبل. بدأت عام 1998 في إقليم كوسوفو الصربي ذو الأغلبية الألبانية أحداث شغب عنيفة أدت إلى اشعال حرب كوسوفو وتدخل حلف الناتو في عام 1999

الحدود السياسية
لمملكة يوغوسلافيا (1918 – 1943)
جـمهـورية يوغوسلافيا الاشتراكية (1943 – 1992)
جمهورية يوغوسلافيا الاتحادية (1992 – 2003)

حتى حين إعلان وقف إطلاق النار ونشر قوات دولية. الوضع الداخلي في صربيا بدأ بالتضعضع بعد انتفاضة الشعب وانتخاب كوشتونيتسا رئيساً للبلاد عام 2000، أُعتقل عام 2001 رجل صربيا القوي ميلوسوفيتش وسُلّم بعد ذلك لمحكمة العدل الدولية في لاهاي.

## جمهورية يوغسلافيا الاتحادية (1992-2003)
وتضم جمهوريتا صربيا والجبل الأسود بعد استقلال باقي جمهوريات يوغسلافيا. مع اندلاع الحروب اليوغوسلافية عبر كرواتيا والبوسنة، شكلت جمهوريات صربيا والجبل الأسود، التي ظلت بمنأى نسبيًا عن الحرب، دولة رديئة عُرفت باسم جمهورية يوغوسلافيا الاتحادية (FRY) في عام 1992. كانت جمهورية يوغوسلافيا الاتحادية تتطلع إلى أن تكون الخليفة القانوني الوحيد لجمهورية يوغوسلافيا الاتحادية الاشتراكية، لكن هذه الادعاءات عارضتها الجمهوريات السابقة الأخرى. كما رفضت الأمم المتحدة طلبها بالاستمرار تلقائيًا في عضوية الدولة السابقة. في عام 2000، حوكم ميلوسيفيتش على الفظائع التي ارتكبها خلال حكمه الذي استمر عشر سنوات في صربيا والحروب اليوغوسلافية. في نهاية المطاف، بعد الإطاحة بسلوبودان ميلوسيفيتش من السلطة كرئيس للاتحاد في عام 2000، تخلت البلاد عن تلك التطلعات، وقبلت رأي لجنة تحكيم بادينتر حول الخلافة المشتركة، وأعادت التقدم للحصول على عضوية الأمم المتحدة وحصلت عليها في 2 نوفمبر 2000. من عام 1992 إلى عام 2000، أشارت بعض البلدان، بما في ذلك الولايات المتحدة، إلى جمهورية يوغوسلافيا الاتحادية على أنها صربيا والجبل الأسود  لأنها اعتبرت مطالبتها بخلافة يوغوسلافيا غير شرعية. في أبريل 2001، قامت الدول الخمس التي خلفت في ذلك الوقت بصياغة اتفاقية بشأن قضايا الخلافة، ووقعت الاتفاقية في يونيو 2001. بمناسبة تحول مهم في تاريخها، تم تغيير اسم جمهورية يوغوسلافيا الاتحادية رسميًا إلى صربيا والجبل الأسود في عام 2003.

## اتحاد صربيا والجبل الأسود (2003-2006)
كونت صربيا والجبل الأسود اتحاداً فيما بينهما عام 2003 أُطلق عليه «صربيا والجبل الأسود» (جمهورية يوغسلافيا الاتحادية (1992 - 2003). أدى شروع الاتحاد اليوغوسلافي بالانهيار عام 1991 ومحاولة إنهاء الحركات الانفصالية بالقوة في الفترة 1991 - 2001 إلى عزل يوغوسلافيا دولياً وفرض عقوبات دولية عليها.
توفي ميلوسوفيتش عام 2006 في سجنه في لاهاي قبل انتهاء محاكمته في محكمة جرائم الحرب ويوم 17 فبراير/شباط 2008 أعلن إقليم كوسوفو (كوسوفا) انفصاله عن حكومة بلغراد واستقلاله من جانب واحد، وهو الأمر الذي رفضته الحكومة الصربية المركزية. أيدت الاستقلال الولايات المتحدة وعدد من دول الاتحاد الأوروبي في حين رفضته روسيا بشدة ودعت إلى جلسة عاجلة لمجلس الأمن.

## جمهورية يوغوسلافيا الاتحادية الشعبية
في 11 نوفمبر 1945، أجريت الانتخابات مع ظهور الجبهة الشعبية التي يقودها الشيوعيون فقط على بطاقة الاقتراع، وحصلت على 354 مقعدًا. في 29 نوفمبر، بينما كان لا يزال في المنفى، تم عزل الملك بيتر الثاني من قبل الجمعية التأسيسية ليوغوسلافيا، وتم إعلان جمهورية يوغوسلافيا الشعبية الفيدرالية. ومع ذلك، رفض التنازل عن العرش. كان المارشال تيتو الآن في السيطرة الكاملة، وتم القضاء على جميع عناصر المعارضة.
في 31 يناير 1946، أنشأ الدستور الجديد لجمهورية يوغوسلافيا الشعبية الفيدرالية، على غرار دستور الاتحاد السوفيتي، ست جمهوريات، ومقاطعة تتمتع بالحكم الذاتي، ومنطقة حكم ذاتي كانت جزءًا من صربيا. كانت العاصمة الفيدرالية بلغراد. ركزت السياسة على حكومة مركزية قوية تحت سيطرة الحزب الشيوعي، وعلى الاعتراف بالقوميات المتعددة. استخدمت أعلام الجمهوريات نسخًا من العلم الأحمر أو الألوان الثلاثة السلافية، مع وجود نجمة حمراء في الوسط أو في الكانتون.

كان هدف تيتو الإقليمي هو التوسع جنوبًا والسيطرة على ألبانيا وأجزاء من اليونان. في عام 1947، أدت المفاوضات بين يوغوسلافيا وبلغاريا إلى اتفاق بليد، الذي اقترح تشكيل علاقة وثيقة بين البلدين الشيوعيين، وتمكين يوغوسلافيا من بدء حرب أهلية في اليونان واستخدام ألبانيا وبلغاريا كقواعد. استخدم ستالين حق النقض ضد هذا الاتفاق ولم يتحقق أبدًا. كان الانفصال بين بلغراد وموسكو وشيكًا الآن.

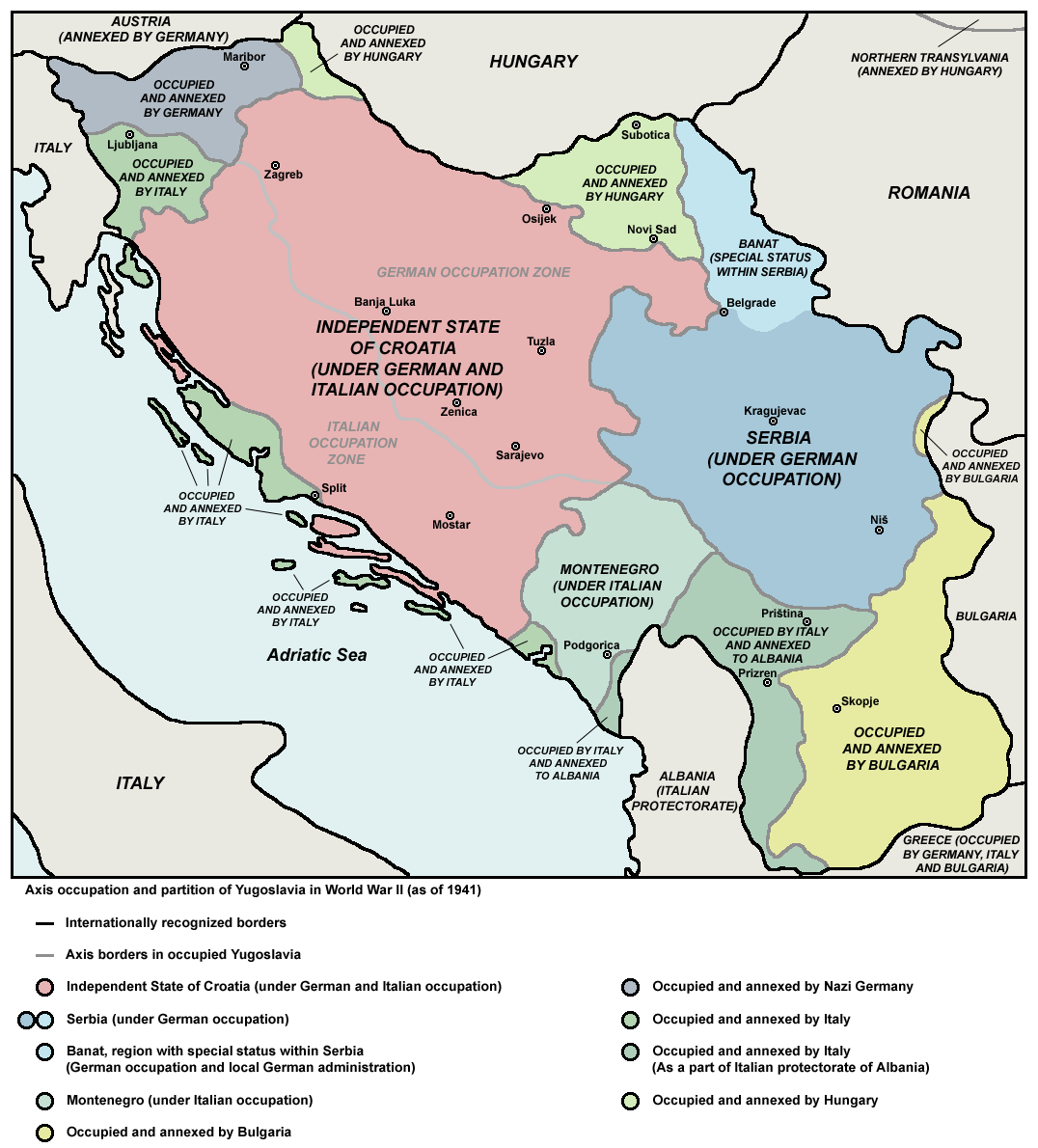

لقد حلت يوغوسلافيا القضية القومية للأمم والقوميات (الأقليات القومية) بطريقة تتمتع فيها جميع الأمم والقوميات بنفس الحقوق. ومع ذلك، فإن معظم الأقلية الألمانية في يوغوسلافيا، الذين تعاون معظمهم أثناء الاحتلال وتم تجنيدهم في القوات الألمانية، تم طردهم نحو ألمانيا أو النمسا.

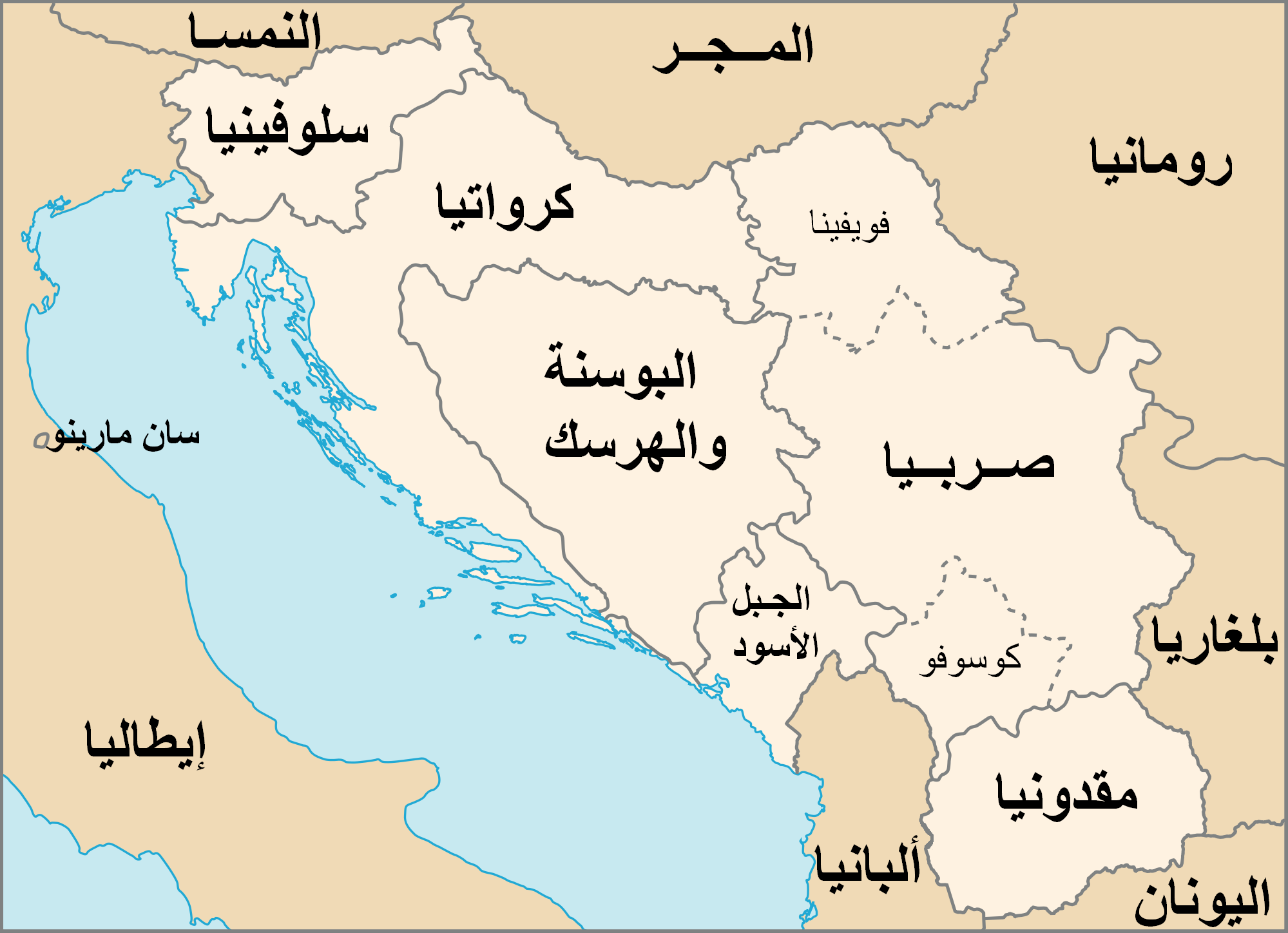
جمهوريات يوغوسلافيا بعد تقسيمها، بالإضافة إلى مناطق الحكم الذاتي.

### 1948 الانقسام بين يوغوسلافيا والاتحاد السوفيتي
نأت البلاد بنفسها عن السوفييت في عام 1948 (را. كومنفورم وفترة إنفورمبيرو ) وبدأت في بناء بطريقتها الخاصة إلى الاشتراكية تحت قيادة سياسية قوية من جوزيب بروز تيتو. وفقًا لذلك، تم تعديل الدستور بشكل كبير ليحل محل التركيز على المركزية الديمقراطية مع الإدارة الذاتية للعمال واللامركزية. تم تغيير اسم الحزب الشيوعي إلى عصبة الشيوعيين واعتمد تيتوسيم في مؤتمره في العام السابق.
أذعنت جميع الدول الأوروبية الشيوعية لستالين ورفضت مساعدة خطة مارشال في عام 1947. ذهب تيتو في البداية ورفض خطة مارشال. ومع ذلك، في عام 1948 انفصل تيتو بشكل حاسم عن ستالين في قضايا أخرى، مما جعل يوغوسلافيا دولة شيوعية مستقلة. طلبت يوغوسلافيا المساعدة الأمريكية. انقسم القادة الأمريكيون داخليًا، لكنهم وافقوا أخيرًا وبدأوا في إرسال الأموال على نطاق صغير في عام 1949، وعلى نطاق أوسع بكثير 1950-53. لم تكن المساعدة الأمريكية جزءًا من خطة مارشال.
انتقد تيتو كلاً من دول الكتلة الشرقية وحلف شمال الأطلسي، وأسس مع الهند ودول أخرى حركة عدم الانحياز في عام 1961، والتي ظلت الانتماء الرسمي للبلاد حتى تم حلها.
في عام 1974، مُنحت مقاطعتا فويفودينا وكوسوفو ميتوهيا (حيث تمت ترقية الأخيرة إلى وضع مقاطعة)، وكذلك جمهوريات البوسنة والهرسك والجبل الأسود، منحت قدرًا أكبر من الحكم الذاتي لدرجة أن الألبان وأصبحت الهنغارية لغات أقليات معترف بها على المستوى الوطني، وتحولت اللغة الصربية الكرواتية للبوسنة والجبل الأسود إلى صيغة تستند إلى خطاب السكان المحليين وليس على معايير زغرب وبلغراد. كانت الأقليات المعترف بها في سلوفينيا مجريين وإيطاليين.
شكلت فويفودينا وكوسوفو- ميتوهيا جزءًا من جمهورية صربيا ولكن هذه المقاطعات شكلت أيضًا جزءًا من الاتحاد، مما أدى إلى وضع فريد من نوعه حيث لم يكن لدى وسط صربيا مجلسها الخاص ولكن لديها تجمع مشترك مع مقاطعاتها الممثلة فيه.

## الانفصال

تفكك يوغوسلافيا

بعد وفاة تيتو في 4 مايو 1980، تصاعدت التوترات العرقية في يوغوسلافيا. تم استخدام إرث دستور عام 1974 لإلقاء نظام صنع القرار في حالة من الشلل، مما جعله أكثر ميؤوسًا منه حيث أصبح تضارب المصالح غير قابل للتوفيق. طالبت الأغلبية الألبانية في كوسوفو بوضع جمهورية في احتجاجات عام 1981 في كوسوفو بينما قمعت السلطات الصربية هذا الشعور وشرعت في تقليص الحكم الذاتي للإقليم.
في عام 1986، صاغت الأكاديمية الصربية للعلوم والفنون مذكرة تتناول بعض القضايا الملتهبة المتعلقة بوضع الصرب كأكثر الناس عددًا في يوغوسلافيا. أكبر جمهورية يوغوسلافية في الإقليم والسكان، تم تقليل نفوذ صربيا على مناطق كوسوفو وفويفودينا بواسطة دستور عام 1974. نظرًا لأن المقاطعتين المتمتعة بالحكم الذاتي لديها امتيازات فعلية للجمهوريات الكاملة، وجدت صربيا أن يديها كانت مقيدة، لأن الحكومة الجمهورية كانت مقيدة في صنع وتنفيذ القرارات التي من شأنها أن تنطبق على المقاطعات. نظرًا لأن المقاطعات لديها تصويت في مجلس الرئاسة الفيدرالي (مجلس مكون من ثمانية أعضاء يتألف من ممثلين من الجمهوريات الست والمقاطعتين المستقلتين)، فقد دخلوا أحيانًا في ائتلاف مع الجمهوريات الأخرى، وبالتالي تفوقوا على صربيا. جعل العجز السياسي لصربيا من الممكن للآخرين ممارسة الضغط على مليوني صربي (20 ٪ من إجمالي السكان الصرب) الذين يعيشون خارج صربيا.
سعى الزعيم الشيوعي الصربي سلوبودان ميلوسيفيتش إلى استعادة السيادة الصربية قبل عام 1974. بعد وفاة تيتو، شق ميلوسيفيتش طريقه ليصبح الشخصية المتفوقة التالية والمسؤول السياسي لصربيا. جمهوريات أخرى، وخاصة سلوفينيا وكرواتيا، شجبت هذه الخطوة باعتبارها إحياء أكبر للهيمنة الصربية. من خلال سلسلة من التحركات المعروفة باسم «الثورة المناهضة للبيروقراطية»، نجح ميلوسيفيتش في تقليص الحكم الذاتي لفويفودينا وكوسوفو وميتوهيا، لكن كلا الكيانين احتفظا بالتصويت في مجلس الرئاسة اليوغوسلافي. لقد تم الآن استخدام الأداة ذاتها التي قللت من النفوذ الصربي من قبل في زيادته: في المجلس المكون من ثمانية أعضاء، يمكن لصربيا الآن الاعتماد على أربعة أصوات كحد أدنى: صربيا المناسبة، ثم الجبل الأسود الموالية، وفويفودينا، وكوسوفو.
نتيجة لهذه الأحداث، نظم عمال المناجم من أصل ألباني في كوسوفو إضراب عمال المناجم في كوسوفو عام 1989، والذي تداخل في الصراع العرقي بين الألبان وغير الألبان في الإقليم. في حوالي 80 ٪ من سكان كوسوفو في الثمانينيات، كان الألبان يمثلون الأغلبية. مع سيطرة ميلوسوفيتش على كوسوفو في عام 1989، تغيرت الإقامة الأصلية بشكل كبير ولم يتبق سوى حد أدنى من الصرب في المنطقة. انخفض عدد السلاف في كوسوفو (الصرب بشكل رئيسي) بسرعة لعدة أسباب، من بينها التوترات العرقية المتزايدة باستمرار والهجرة اللاحقة من المنطقة. بحلول عام 1999، شكل السلاف أقل من 10 ٪ من إجمالي السكان في كوسوفو.
في غضون ذلك، دعمت سلوفينيا، تحت رئاسة ميلان كوتشان، وكرواتيا عمال المناجم الألبان وكفاحهم من أجل الاعتراف الرسمي. تحولت الإضرابات الأولية إلى مظاهرات واسعة النطاق للمطالبة بجمهورية كوسوفو. أثار هذا غضب القيادة الصربية التي شرعت في استخدام قوة الشرطة، وفي وقت لاحق تم إرسال الجيش الفيدرالي إلى المقاطعة بأمر من الأغلبية التي تسيطر عليها صربيا في مجلس الرئاسة اليوغوسلافي.
في يناير 1990، انعقد المؤتمر الرابع عشر الاستثنائي لعصبة الشيوعيين في يوغوسلافيا. في معظم الأوقات، كان الوفدان السلوفيني والصربي يتجادلان حول مستقبل عصبة الشيوعيين ويوغوسلافيا. أصر الوفد الصربي، بقيادة ميلوسيفيتش، على سياسة «شخص واحد، صوت واحد»، والتي من شأنها تمكين التعددية السكانية، الصرب. في المقابل، سعى السلوفينيون، بدعم من الكروات، إلى إصلاح يوغوسلافيا من خلال نقل المزيد من السلطة إلى الجمهوريات، ولكن تم التصويت ضدهم. نتيجة لذلك، غادرت الوفود السلوفينية والكرواتية الكونغرس وتم حل الحزب الشيوعي اليوغوسلافي بالكامل.
أدت الأزمة الدستورية التي أعقبت ذلك حتماً إلى صعود القومية في جميع الجمهوريات: أعربت سلوفينيا وكرواتيا عن مطالبتهما بربط العلاقات داخل الاتحاد. بعد سقوط الشيوعية في أوروبا الشرقية، أجرت كل جمهورية انتخابات متعددة الأحزاب في عام 1990. وأجرت سلوفينيا وكرواتيا الانتخابات في أبريل / نيسان منذ أن اختارت أحزابهما الشيوعية التنازل عن السلطة سلميا. جمهوريات يوغوسلافية أخرى - وخاصة صربيا - كانت غير راضية إلى حد ما عن الدمقرطة في اثنتين من الجمهوريات واقترحت عقوبات مختلفة (على سبيل المثال «ضريبة الجمارك» الصربية على المنتجات السلوفينية) ضد الاثنين، ولكن مع تقدم العام، رأت الأحزاب الشيوعية في الجمهوريات الأخرى حتمية عملية التحول الديمقراطي؛ وأجرت صربيا في ديسمبر / كانون الأول، بصفتها العضو الأخير في الاتحاد، انتخابات برلمانية أكدت حكم الشيوعيين السابقين في هذه الجمهورية.
ومع ذلك، ظلت القضايا العالقة. على وجه الخصوص، انتخبت سلوفينيا وكرواتيا الحكومات الموجهة نحو مزيد من الاستقلال الذاتي للجمهوريات (في ظل ميلان كوتشان وفرانجو تويمان، على التوالي)، حيث أصبح من الواضح أن محاولات الهيمنة الصربية والمستويات المختلفة بشكل متزايد من المعايير الديمقراطية أصبحت غير متوافقة بشكل متزايد. انتخبت صربيا والجبل الأسود مرشحين يفضلون الوحدة اليوغوسلافية.
أدى السعي الكرواتي للاستقلال إلى تمرد جاليات صربية كبيرة داخل كرواتيا ومحاولة الانفصال عن الجمهورية الكرواتية. لن يقبل الصرب في كرواتيا وضع أقلية قومية في كرواتيا ذات السيادة، حيث سيتم إنزالهم من مرتبة الدولة المكونة لكامل يوغوسلافيا.

### الحروب اليوغوسلافية
اندلعت الحرب عندما حاولت الأنظمة الجديدة استبدال القوات المدنية والعسكرية اليوغوسلافية بقوات انفصالية. عندما حاولت كرواتيا، في أغسطس 1990، استبدال الشرطة في كرايينا الصربية المأهولة بالسكان الصرب بالقوة، بحث السكان أولاً عن ملاذ في ثكنات الجيش اليوغوسلافي، بينما ظل الجيش سلبيًا. ثم نظم المدنيون مقاومة مسلحة. تمثل هذه النزاعات المسلحة بين القوات المسلحة الكرواتية («الشرطة») والمدنيين بداية الحرب اليوغوسلافية التي ألهبت المنطقة. وبالمثل، فإن محاولة استبدال شرطة الحدود اليوغوسلافية من قبل قوات الشرطة السلوفينية أثارت نزاعات مسلحة إقليمية انتهت بأقل عدد ممكن من الضحايا.
أدت محاولة مماثلة في البوسنة والهرسك إلى حرب استمرت أكثر من ثلاث سنوات (انظر أدناه). كانت نتائج كل هذه الصراعات هي هجرة شبه كاملة للصرب من المناطق الثلاث، وتهجير جماعي للسكان في البوسنة والهرسك، وإنشاء ثلاث دول مستقلة جديدة. كان انفصال مقدونيا سلميًا، على الرغم من احتلال الجيش اليوغوسلافي قمة جبل سترازا على الأراضي المقدونية.
بدأت الانتفاضات الصربية في كرواتيا في أغسطس 1990 عن طريق إغلاق الطرق المؤدية من الساحل الدلماسي نحو الداخل قبل عام تقريبًا من قيام القيادة الكرواتية بأي تحرك نحو الاستقلال. كانت هذه الانتفاضات مدعومة بشكل أو بآخر من قبل الجيش الفيدرالي الذي يهيمن عليه الصرب (JNA). أعلن الصرب في كرواتيا «مناطق الحكم الذاتي الصربية»، التي اتحدت فيما بعد في جمهورية الصرب كرايينا. حاول الجيش الفيدرالي نزع سلاح قوات الدفاع الإقليمية لسلوفينيا (كان للجمهوريات قوات دفاع محلية مماثلة لقوات الحرس الداخلي) في عام 1990 لكنها لم تكن ناجحة تمامًا. ومع ذلك، بدأت سلوفينيا في استيراد الأسلحة سرًا لتجديد قواتها المسلحة.
شرعت كرواتيا أيضًا في الاستيراد غير القانوني للأسلحة، (بعد نزع سلاح القوات المسلحة للجمهوريات من قبل الجيش الفيدرالي) بشكل رئيسي من المجر، وكانت تحت المراقبة المستمرة التي أنتجت شريط فيديو لاجتماع سري بين وزير الدفاع الكرواتي مارتن شبيجلي و الرجلين، تم تصويرهما من قبل المخابرات اليوغوسلافية المضادة ( KOS، Kontra-obavještajna služba ). وأعلن أوبيجيلي أنهم في حالة حرب مع الجيش وأصدر تعليمات بشأن تهريب الأسلحة وأساليب التعامل مع ضباط الجيش اليوغوسلافي المتمركزين في المدن الكرواتية. استخدمت صربيا و JNA هذا الاكتشاف لإعادة التسلح الكرواتي لأغراض دعائية. كما تم إطلاق البنادق من قواعد الجيش عبر كرواتيا. في أماكن أخرى، كانت التوترات متصاعدة. في نفس الشهر، التقى قادة الجيش برئاسة يوغوسلافيا في محاولة لحملهم على إعلان حالة الطوارئ التي من شأنها أن تسمح للجيش بالسيطرة على البلاد. كان يُنظر إلى الجيش على أنه ذراع للحكومة الصربية بحلول ذلك الوقت، لذا فإن النتيجة التي تخشى الجمهوريات الأخرى كانت أن تكون الهيمنة الصربية الكاملة على الاتحاد. صوت ممثلو كل من صربيا والجبل الأسود وكوسوفو وفويفودينا لصالح القرار، بينما صوتت ضده جميع الجمهوريات الأخرى، وهي كرواتيا وسلوفينيا ومقدونيا والبوسنة والهرسك. أدى التعادل إلى تأخير تصعيد الصراعات، ولكن ليس لفترة طويلة.
بعد النتائج الأولى للانتخابات متعددة الأحزاب، في خريف عام 1990، اقترحت جمهوريتا سلوفينيا وكرواتيا تحويل يوغوسلافيا إلى اتحاد كونفدرالي فضفاض من ست جمهوريات. بموجب هذا الاقتراح، سيكون للجمهوريات الحق في تقرير المصير. ومع ذلك، رفض ميلوسيفيتش كل هذه المقترحات، بحجة أنه مثل السلوفينيين والكروات، يجب أن يتمتع الصرب (مع الأخذ في الاعتبار الصرب الكرواتيين) بالحق في تقرير المصير.
في 9 مارس / آذار 1991، نظمت مظاهرات ضد سلوبودان ميلوسيفيتش في بلغراد، ولكن تم نشر الشرطة والجيش في الشوارع لاستعادة النظام، مما أسفر عن مقتل شخصين. في أواخر مارس 1991، كانت حادثة بحيرات بليتفيتش واحدة من أولى شرارات الحرب المفتوحة في كرواتيا. حافظ الجيش الشعبي اليوغوسلافي (JNA)، الذي كان كبار ضباطه من أصل صربي، على انطباع بأنه محايد، ولكن مع مرور الوقت، انخرطوا أكثر فأكثر في سياسات الدولة.
في 25 يونيو 1991، أصبحت سلوفينيا وكرواتيا أول جمهوريات تعلن الاستقلال عن يوغوسلافيا. قام ضباط الجمارك الفيدراليون في سلوفينيا على المعابر الحدودية مع إيطاليا والنمسا والمجر بشكل أساسي بتغيير الزي الرسمي لأن معظمهم كانوا من السلوفينيين المحليين. في اليوم التالي (26 يونيو)، أمر المجلس التنفيذي الفيدرالي الجيش بالتحديد بالسيطرة على «الحدود المعترف بها دوليًا»، مما أدى إلى حرب الأيام العشرة. كما قاتلت سلوفينيا وكرواتيا من أجل الاستقلال، انغمست القوات الصربية والكرواتية في منافسة عنيفة وخطيرة. 
حاولت قوات الجيش الشعبي اليوغوسلافي، المتمركزة في ثكناتها في سلوفينيا وكرواتيا، تنفيذ المهمة خلال الـ 48 ساعة القادمة. ومع ذلك، وبسبب المعلومات الخاطئة التي أُعطيت لمجندي الجيش اليوغوسلافي بأن الاتحاد يتعرض لهجوم من قبل القوات الأجنبية وحقيقة أن الغالبية منهم لم يرغبوا في خوض حرب على الأرض حيث خدموا التجنيد الإجباري، فإن قوات الدفاع الإقليمية السلوفينية استعادوا معظم المواقع في غضون عدة أيام مع خسائر ضئيلة في الأرواح من كلا الجانبين.
كانت هناك حادثة مشتبه بها تتعلق بجريمة حرب، حيث عرضت شبكة ORF التلفزيونية النمساوية لقطات لثلاثة جنود يوغوسلافيين يستسلمون لقوات الدفاع الإقليمية، قبل سماع إطلاق نار وشوهدت القوات وهي تسقط. ومع ذلك، لم يقتل أحد في الحادث. ومع ذلك، كان هناك العديد من حالات تدمير الممتلكات المدنية والحياة المدنية من قبل الجيش الشعبي اليوغوسلافي، بما في ذلك المنازل والكنيسة. قصف مطار مدني مع حظيرة طائرات وطائرات داخل الهنجر. وقتل سائقو شاحنات على الطريق من ليوبليانا إلى زغرب والصحفيون النمساويون في مطار ليوبليانا.
تم الاتفاق في نهاية المطاف على وقف إطلاق النار. وفقًا لاتفاقية بريوني، التي اعترف بها ممثلو جميع الجمهوريات، ضغط المجتمع الدولي على سلوفينيا وكرواتيا لتعليق استقلالهما لمدة ثلاثة أشهر.
خلال هذه الأشهر الثلاثة، أكمل الجيش اليوغوسلافي انسحابه من سلوفينيا، ولكن في كرواتيا، اندلعت حرب دموية في خريف عام 1991. قاوم الصرب الإثنيون، الذين أنشأوا دولتهم الخاصة جمهورية كرايينا الصربية في المناطق المكتظة بالسكان الصرب، قوات الشرطة في جمهورية كرواتيا التي كانت تحاول إعادة تلك المنطقة الانفصالية إلى الولاية القضائية الكرواتية. في بعض الأماكن الإستراتيجية، عمل الجيش اليوغوسلافي كمنطقة عازلة؛ في معظم الحالات الأخرى، كانت تحمي الصرب أو تساعدهم بالموارد وحتى القوى البشرية في مواجهتهم للجيش الكرواتي الجديد وقوات الشرطة الخاصة بهم.
في سبتمبر 1991، أعلنت جمهورية مقدونيا أيضًا استقلالها، لتصبح الجمهورية السابقة الوحيدة التي حصلت على السيادة دون مقاومة من السلطات اليوغوسلافية التي تتخذ من بلغراد مقراً لها. ثم تم نشر 500 جندي أمريكي تحت راية الأمم المتحدة لمراقبة الحدود الشمالية لمقدونيا مع جمهورية صربيا. حافظ رئيس مقدونيا الأول، كيرو غليغوروف، على علاقات جيدة مع بلغراد والجمهوريات الانفصالية الأخرى، ولم تكن هناك حتى الآن مشاكل بين شرطة الحدود المقدونية والصربية على الرغم من أن الجيوب الصغيرة في كوسوفو ووادي بريسيفو تكمل الروافد الشمالية للمنطقة التاريخية المعروفة. مثل مقدونيا (جزء Prohor Pčinjski)، والتي من شأنها أن تخلق خلافًا على الحدود إذا كان يجب على القومية المقدونية أن تطفو على السطح ( انظر VMRO ). كان هذا على الرغم من حقيقة أن الجيش اليوغوسلافي رفض التخلي عن بنيته التحتية العسكرية على قمة جبل سترازا حتى عام 2000.
نتيجة للصراع، تبنى مجلس الأمن التابع للأمم المتحدة بالإجماع قرار مجلس الأمن رقم 721 في 27 نوفمبر 1991، والذي مهد الطريق لإنشاء عمليات حفظ السلام في يوغوسلافيا.
في البوسنة والهرسك في نوفمبر 1991، أجرى صرب البوسنة استفتاء أدى إلى تصويت ساحق لصالح تشكيل جمهورية صربية داخل حدود البوسنة والهرسك والبقاء في دولة مشتركة مع صربيا والجبل الأسود. في 9 كانون الثاني / يناير 1992، أعلن مجلس صرب البوسنة المُعلن عن نفسه قيام «جمهورية لشعب صرب البوسنة والهرسك» المنفصلة. أعلنت حكومة البوسنة والهرسك أن الاستفتاء وإنشاء المناطق الإدارية الخاصة غير دستوريين وأعلنت أنه غير قانوني وباطلاً. ومع ذلك، في فبراير ومارس 1992، أجرت الحكومة استفتاء وطني على استقلال البوسنة عن يوغوسلافيا. وأعلن أن هذا الاستفتاء بدوره مخالف للبوسنة والهرسك والدستور الاتحادي من قبل المحكمة الدستورية الفيدرالية في بلغراد وحكومة صرب البوسنة المنشأة حديثًا.
قاطع صرب البوسنة إلى حد كبير الاستفتاء. ولم تبت المحكمة الفيدرالية في بلغراد في مسألة استفتاء صرب البوسنة. كان الإقبال في مكان ما بين 64 و 67٪ وصوت 98٪ من الناخبين لصالح الاستقلال. ولم يكن من الواضح ما الذي يعنيه مطلب أغلبية الثلثين وما إذا كان مستوفيا. أعلنت حكومة الجمهورية استقلالها في 5 أبريل، وأعلن الصرب على الفور استقلال جمهورية صربسكا. تبعت الحرب في البوسنة بعد ذلك بوقت قصير.
| اسم                          | عاصمة     | علم | معطف الاذرع | تاريخ الاستقلال المعلن | عضوية الأمم المتحدة |
| ---------------------------- | --------- | --- | ----------- | ---------------------- | ------------------- |
| جمهورية يوغوسلافيا الاتحادية | بلغراد    |     |             | 27 أبريل 1992          | 1 نوفمبر 2000       |
| جمهورية كرواتيا              | زغرب      |     |             | 25 يونيو 1991          | 22 مايو 1992        |
| جمهورية سلوفينيا             | ليوبليانا |     |             | 25 يونيو 1991          | 22 مايو 1992        |
| جمهورية مقدونيا              | سكوبي     |     |             | 8 سبتمبر 1991          | 8 أبريل 1993        |
| جمهورية البوسنة والهرسك      | سراييفو   |     |             | 3 مارس 1992            | 22 مايو 1992        |

## التركيبة السكانية

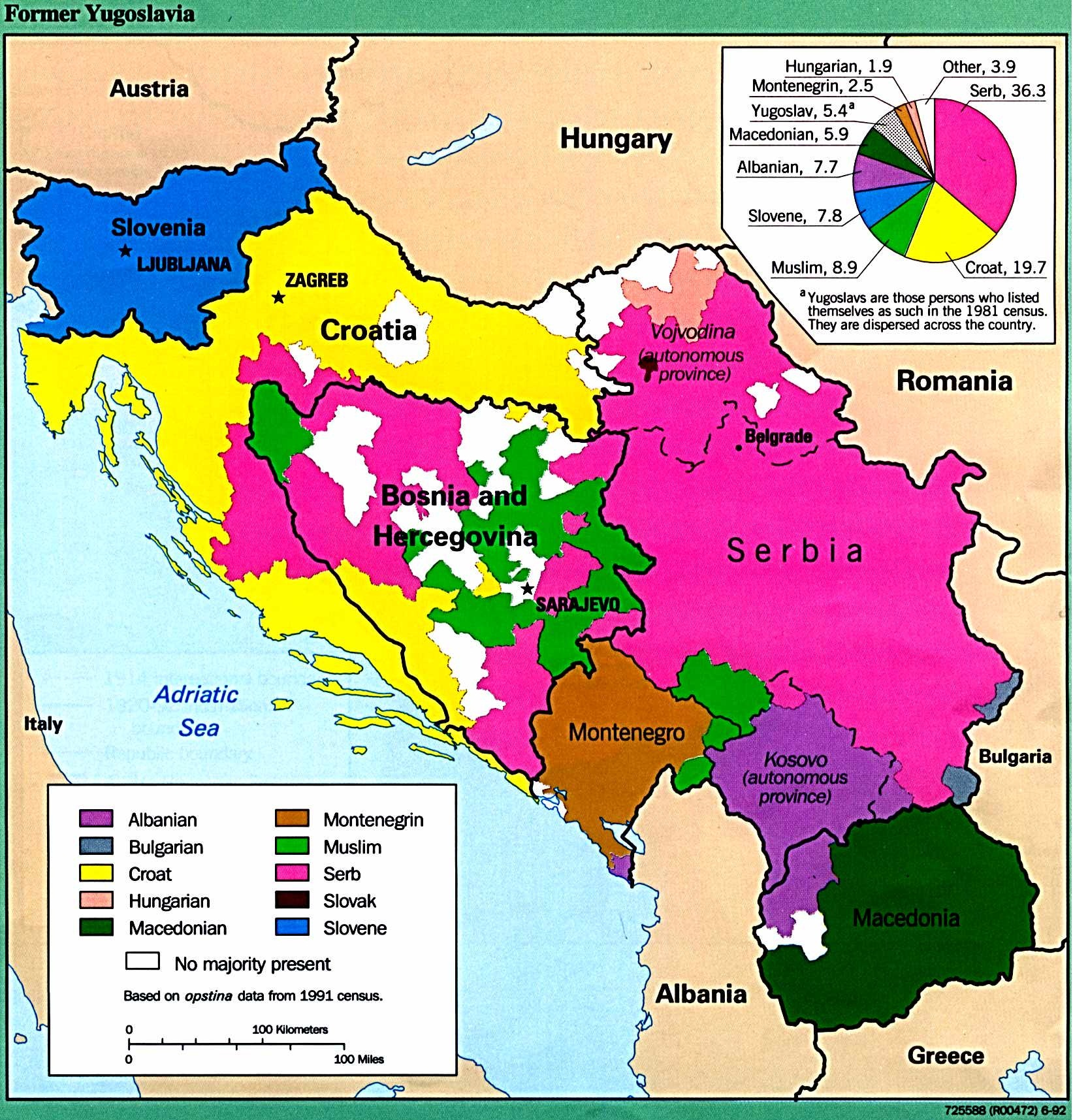
خريطة عرقية ليوغوسلافيا بناءً على بيانات تعداد عام 1991، نشرتها وكالة المخابرات المركزية في عام 1992

لطالما كانت يوغوسلافيا موطنًا لسكان متنوعين للغاية، ليس فقط من حيث الانتماء القومي، ولكن أيضًا الانتماء الديني. من بين الديانات العديدة، يتألف الإسلام والكاثوليكية واليهودية والبروتستانتية، بالإضافة إلى مختلف الديانات الأرثوذكسية الشرقية، من ديانات يوغوسلافيا، والتي تضم أكثر من 40 ديانات. تغيرت التركيبة السكانية الدينية ليوغوسلافيا بشكل كبير منذ الحرب العالمية الثانية. أظهر إحصاء أُجري في عام 1921 ولاحقًا في عام 1948 أن 99٪ من السكان بدا أنهم متورطون بشدة في دينهم وممارساتهم. مع برامج الحكومة للتحديث والتحضر في فترة ما بعد الحرب، تراجعت نسبة المؤمنين الدينيين بشكل كبير. شكلت الروابط بين المعتقد الديني والجنسية تهديدًا خطيرًا لسياسات الحكومة الشيوعية في فترة ما بعد الحرب بشأن الوحدة الوطنية وهيكل الدولة.
بعد صعود الشيوعية، أظهر استطلاع أُجري في عام 1964 أن ما يزيد قليلاً عن 70٪ من إجمالي سكان يوغوسلافيا يعتبرون أنفسهم من المؤمنين بالديانات. وكانت أماكن أعلى تركيز ديني هي كوسوفو بنسبة 91٪ والبوسنة والهرسك بنسبة 83.8٪. أما الأماكن ذات التركيزات الدينية الأقل فكانت سلوفينيا 65.4٪ وصربيا 63.7٪ وكرواتيا 63.6٪. ساهمت الاختلافات الدينية بين الصرب الأرثوذكس والمقدونيين والكاثوليك الكروات والسلوفينيين والبوشناق المسلمين والألبان جنبًا إلى جنب مع صعود القومية في انهيار يوغوسلافيا في عام 1991.